# Nefedʹev (cráter)
Nefedʹev es un cráter de impacto ubicado en la cara oculta de la Luna, cerca del polo sur del satélite. Se encuentra directamente adyacente a Schrödinger y al este de los cráteres Ganswindt e Idel'son.
|  |

Presenta una forma poligonal, casi completamente destruida y difícil de distinguir con respecto al fondo del terreno circundante. El brocal solo se conservó en la parte sur. El volumen del cráter es de aproximadamente 2300 km³. El fondo del impacto presenta una grieta característica.
Recibió este nombre en memoria del astrónomo ruso Anatoli Nefediev por decisión de la UAI en 2009.